# 1969
1969 (MCMLXIX) byl rok, který dle gregoriánského kalendáře započal středou.

## Události

### Československo
- 1. ledna – požár sedmipatrového domu v Havířově si vyžádal dvě oběti a tři vážně zraněné. Katastrofa odhalila nevybavenost hasičů – v sedmdesátitisícovém městě byl jen jeden požární vůz, v Ostravě neměli vysokozdvižnou plošinu ani plachtu pro seskok.[1]
- 1. ledna – Nabyl účinnosti zákon o československé federaci. Československo bylo tvořeno Českou socialistickou republikou a Slovenskou socialistickou republikou. Česká a Slovenská národní rada získaly postavení republikových parlamentů.
- 16. ledna se na Václavském náměstí v Praze na protest proti potlačování svobod po okupaci Československa vojsky Varšavské smlouvy upálil student Jan Palach (zemřel 19. ledna).
- 25. února – Na Václavském náměstí se upálil student SPŠ železniční v Šumperku Jan Zajíc. Státní bezpečnost nepovolila zorganizovat jeho pohřeb v Praze, pohřben byl 2. března ve Vítkově, odkud pocházel.
- 28. března – nepokoje v mnoha městech po vítězství Československa nad SSSR 4:3 hokejovém utkání na mistrovství světa. Došlo k útoku na kancelář Aeroflotu v Praze i k útokům proti sovětským vojákům rozmístěným na českém území.[2]
- 4. dubna – V Jihlavě se upálil delegát vysočanského sjezdu strany a reformní komunista Evžen Plocek.
- 17. dubna – Gustáv Husák nahradil Alexandra Dubčeka ve funkci generálního tajemníka KSČ.
- 7. května – V Praze na Letné byl uveden do provozu nový stadion FC Sparta Praha se zastavěnou původní západní tribunou z první republiky.
- 15. května – Vyšlo první číslo komiksového časopisu Čtyřlístek
- 29. – 30. května – Nové vedení KSČ předložilo návrh realizační směrnice, která určovala nové směřování strany k byrokratickému a centralistickému řízení.
- 25. července – Hrubý Jeseník byl vyhlášen chráněnou krajinnou oblastí Jeseníky
- 28. července – Při železniční nehodě v Bezděčíně zahynulo 23 lidí.
- 21. srpna – Masové demonstrace k prvnímu výročí vstupu vojsk Varšavské smlouvy potlačeny ozbrojenými složkami.[3] Největší protesty se konaly v Praze (začaly již 20.8. 1969, kdy zemřeli 3 demonstranti a 2 příslušníci lidových milicí zasažení vlastní střelbou), v Brně a v Liberci. Odpor byl brutálně potlačen pořádkovými jednotkami armády, Bezpečnosti a Lidových milicí. V Brně byli zastřeleni dva lidé.[4] Jednalo se o poslední velkou vlnu demonstrací proti nastolenému režimu na dalších téměř 20 let (Palachův týden od 15. ledna 1989).
- 22. srpna – Předsednictvo Federálního shromáždění ČSSR pod vedením Alexandra Dubčeka přijalo tzv. pendrekový zákon, který zpřísňoval tresty za protikomunistické projevy.
- 25. srpna – V Mladé Boleslavi byla spuštěna výroba automobilů Škoda 100 (skončila v roce 1977).
- 15. října – Byl přijat zákon o odložení všeobecných voleb, které se měly původně konat již v roce 1968. Důvodem odkladu byly zejména chystané prověrky v KSČ.
- 27. listopadu – Vláda vyhlásila programové prohlášení o služebně politickém hodnocení všech pracovníků.
- 23. prosince – Vláda vydala nařízení o absolutním plánování, které znamenalo obnovení a nutnost striktního dodržování centrálního plánu.

### Svět
- 20. ledna – Richard Nixon se stal 37. prezidentem USA.
- 22. ledna – Sovětský voják Viktor Iljin spáchal v Moskvě neúspěšný atentát na Leonida Iljiče Brežněva.
- 30. ledna – Beatles odehráli svůj poslední veřejný koncert na střeše londýnského sídla společnosti Apple Records.
- 3. února – Jásir Arafat byl jmenován vůdcem OOP.
- 9. února – K prvnímu letu odstartoval Boeing 747.
- 2. března – Poprvé vzlétl nadzvukový dopravní letoun Concorde.
- 12. března – Paul McCartney se v Londýně oženil s Lindou Eastman.
- 20. března – John Lennon se v Gibraltaru oženil s Yoko Ono.
- 7. dubna – Vydán první RFC dokument.
- 15. června – Francouzským prezidentem zvolen Georges Pompidou. Úřadu se ujal 20. června.
- 28. června – V New Yorku vypukly Stonewallské nepokoje.
- 9. července – Španělsko vyhlásilo Gibraltaru úplnou hospodářskou blokádu v odpověď sepsáním britské ústavy pro gibraltarské území.
- 14. července – El Salvador zaútočil na Honduras, tato tzv. Fotbalová válka skončila o čtyři dny později příměřím díky intervenci OAS.
- 20. července – Přistál na Měsíci lunární modul Eagle s astronauty Neilem Armstrongem a Buzzem Aldrinem.
- 21. července – Americký astronaut Neil Armstrong vstoupil jako první člověk na povrch Měsíce.
- 9. srpna – Členové kultu pod vedením Charlese Mansona zavraždili těhotnou herečku Sharon Tate a její přátele: Abigail Folger, Wojciecha Frykowskiho a hollywoodského kadeřníka Jay Sebringa v domě Sharon Tate a jejího manžela Romana Polańskeho v Los Angeles. Zabit byl také Steven Parent, který právě odcházel z návštěvy domovníka.
- 15.–18. srpna proběhl na farmě poblíž amerického města Bethel hudební festival Woodstock.
- 5. října – Ve Velké Británii měl premiéru komediální seriál Monty Python's Flying Circus.
- 21. října – Willy Brandt nastoupil do úřadu kancléře Německé spolkové republiky.
- 10. listopadu – Americká televizní síť NET odvysílala první díl dětského pásma Sesame Street.
- 19. listopadu – Přistál na Měsíci lunární modul Intrepid s astronauty Charlesem Conradem a Alanem Beanem. Téhož dne vystoupili oba astronauti na povrch Měsíce.
- Vytvořena experimentální počítačová síť ARPANET, zárodek dnešního Internetu.
- prezident USA Richard Nixon zakázal výrobu chemických a biologických válečných materiálů v USA.
- Vznikla ústava Gibraltaru, která umožnila obyvatelům samosprávu pod poručenstvím britského vojenského guvernéra.
- japonští geologové našli v Antarktidě meteority.
- vědečtí pracovníci na Harvardově univerzitě oznámili, že se jim podařilo izolovat gen
- Albert Ghiorso a jeho kolegové objevili 104. chemický prvek rutherfordium.
- Ken Thompson a Dennis Ritchie vytvořili UNIX.
- Anton Szandor LaVey napsal Satanistickou Bibli.

## Věda
- 19. listopadu – Apollo 12 přistálo na Měsíci, astronauté Charles Conrad a Alan Bean vystoupili na povrch.

## Kultura
- 6. listopadu – John Lennon & Yoko Ono vydali v Anglii své druhé album Wedding Album

## Sport
- 20. listopadu – Brazilská fotbalová ikona Pelé dal svůj 1000. gól

## Nobelova cena
- Nobelova cena za fyziku – Murray Gell-Mann
- Nobelova cena za chemii – Derek Barton, Odd Hassel
- Nobelova cena za fyziologii a lékařství – Max Delbrück, Alfred Hershey, Salvador Luria
- Nobelova cena za literaturu – Samuel Beckett
- Nobelova cena za mír – Mezinárodní organizace práce
- Nobelova pamětní cena za ekonomii – Ragnar Frisch, Jan Tinbergen

## Narození

### Česko

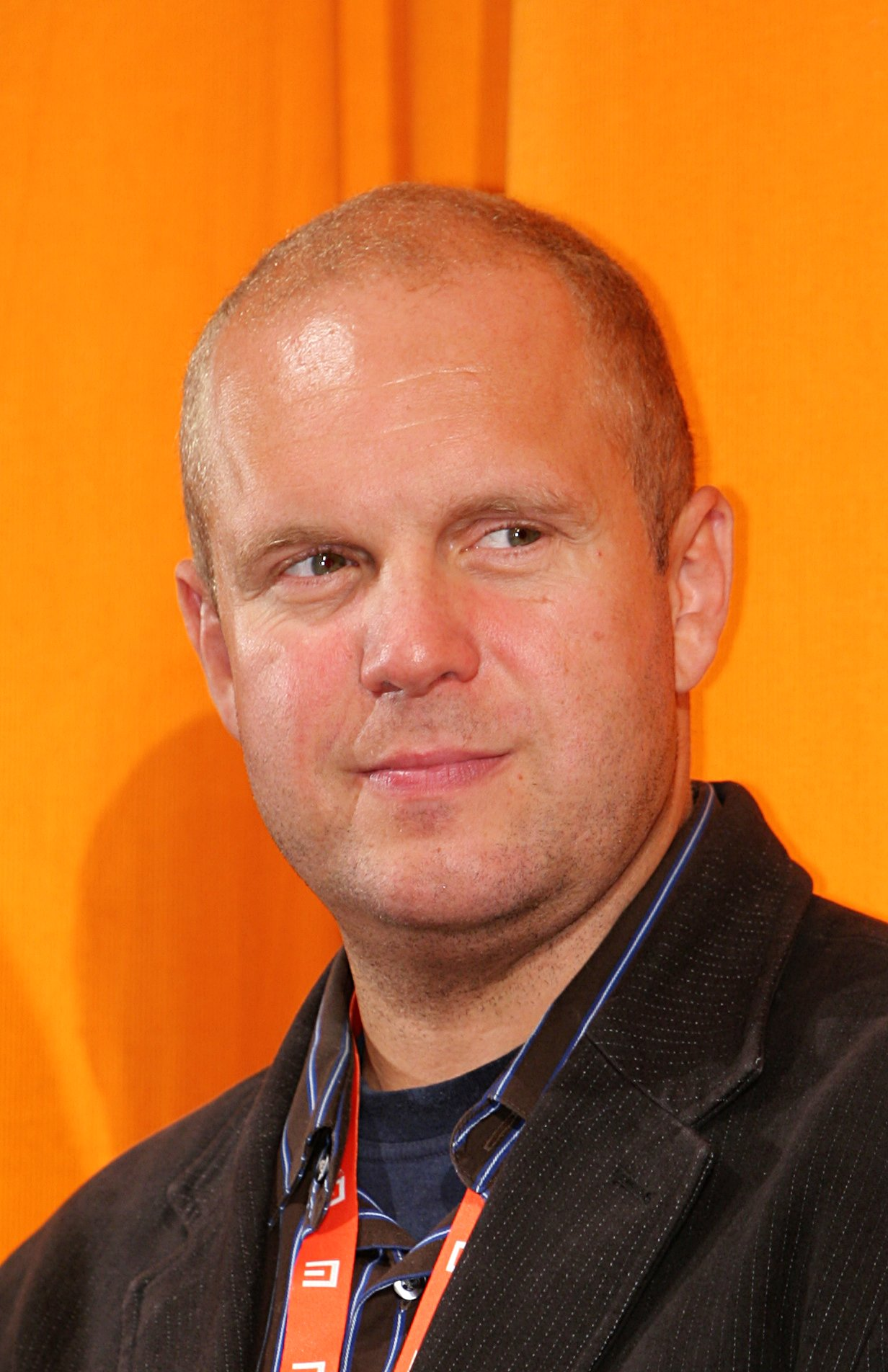
David Ondříček (* 23. června; režisér)

- 12. ledna – Jolana Voldánová, moderátorka a novinářka
- 21. ledna – Varhan Orchestrovič Bauer, skladatel a dirigent
- 10. února – Viktor Dyk, zpěvák a skladatel
- 16. února – Jaroslav Kmenta, novinář
- 18. února – Kateřina Thorová, psycholožka, spoluzakladatelka APLA ČR a NAUTIS
- 25. února – Henryk Mrejzek, fotograf
- 04. března – Eva Vejmělková, herečka, poetka a scenáristka
- 16. března – Šárka Rezková, zpěvačka a podnikatelka
- 13. dubna – Michal Pohanka, politik
- 15. duben – Lenka Bartolšicová, divadelní herečka
- 21. dubna – Marek Pakosta, volejbalista
- 27. dubna – Jan Bauer, politik
- 02. května – Karel Dobrý, herec
- 09. května
  - Tomáš Cikrt, novinář a politik
  - Zdeněk Koudelka, právník
- 27. května – Jiří Dienstbier mladší, politik
- 23. června – David Ondříček, režisér
- 30. června – Lucie Výborná, moderátorka a novinářka
- 08. července – Roman Šmucler, lékař, moderátor
- 14. července – Jaroslav Sakala, skokan na lyžích
- 03. srpna – Ozren Mutak, český klasický kytarista a hudební pedagog chorvatského původu
- 15. září – Vlastimil Vojtěch Protivínský, římskokatolický kněz
- 23. září – Jan Suchopárek, fotbalista
- 28. září – Ondřej Kepka, herec a režisér
- 25. října – Josef Beránek, hokejista
- 30. října – Stanislav Gross, politik († 16. dubna 2015)
- 13. listopadu – Patrik Augusta, hokejista
- 20. listopadu – Lucie Verrall, spisovatelka, fotografka
- 29. listopadu – Pavel Klusák, hudební publicista
- 04. prosince – Robert Jašków, herec
- 14. prosince – Dan Bárta, zpěvák

### Svět

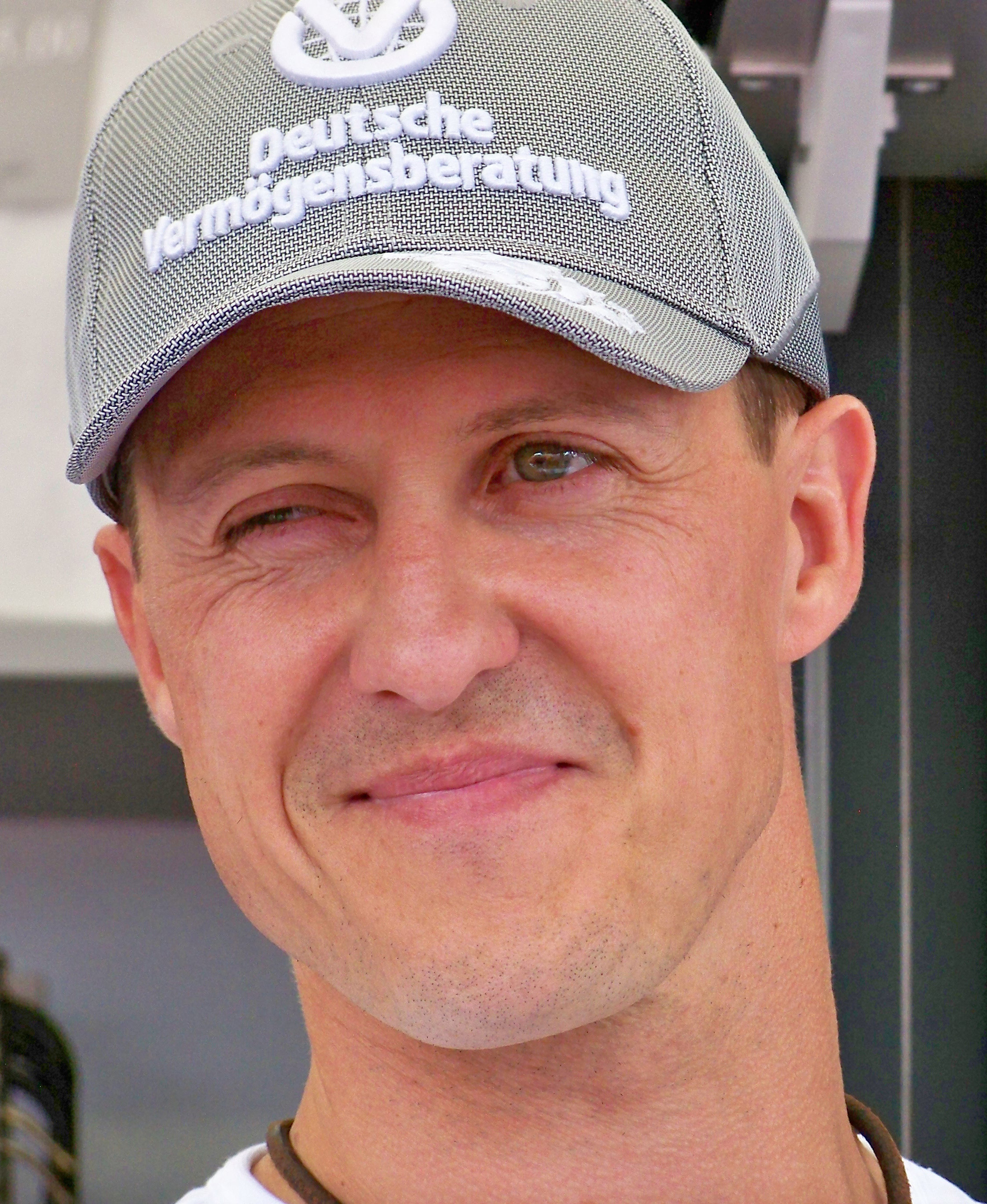
Michael Schumacher (* 3. ledna)

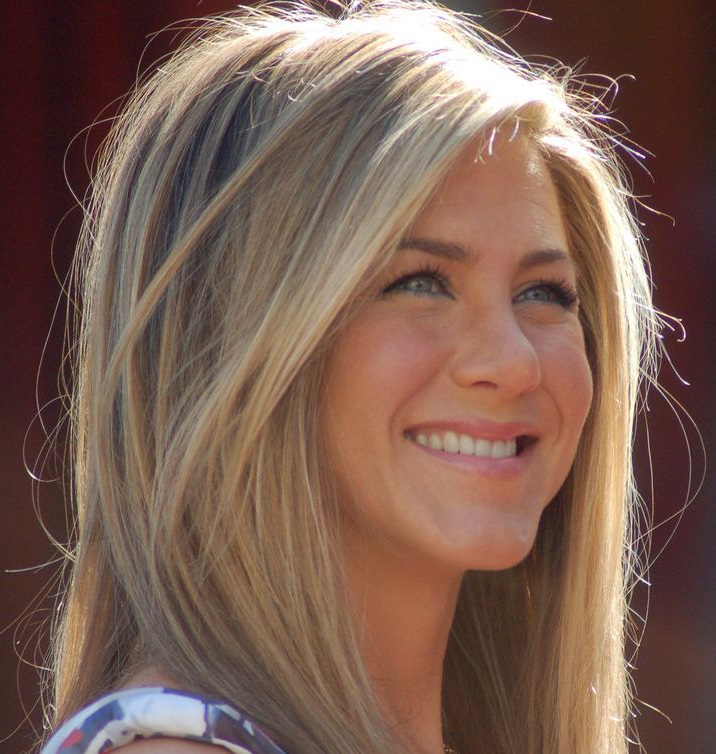
Jennifer Aniston (* 11. února)

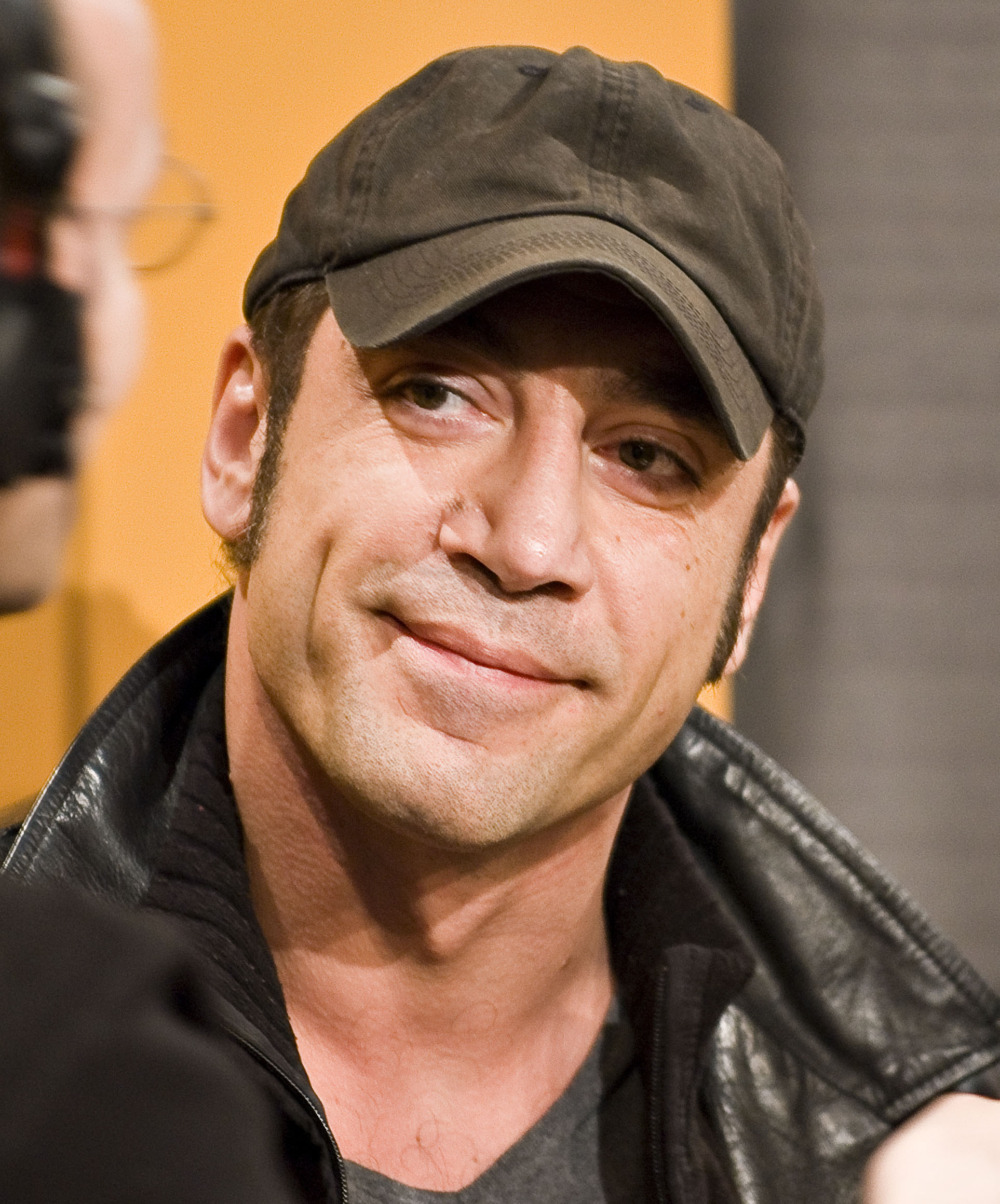
Javier Bardem (* 1. března)

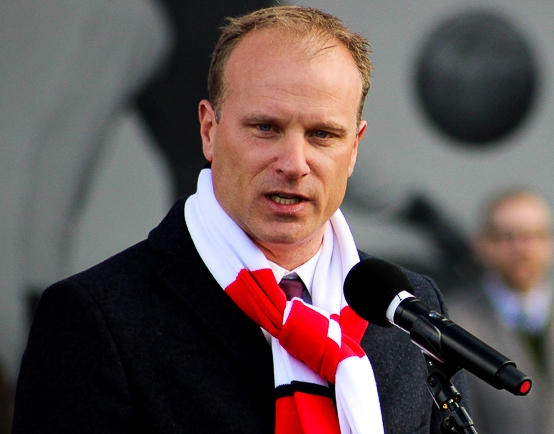
Dennis Bergkamp (* 10. května)

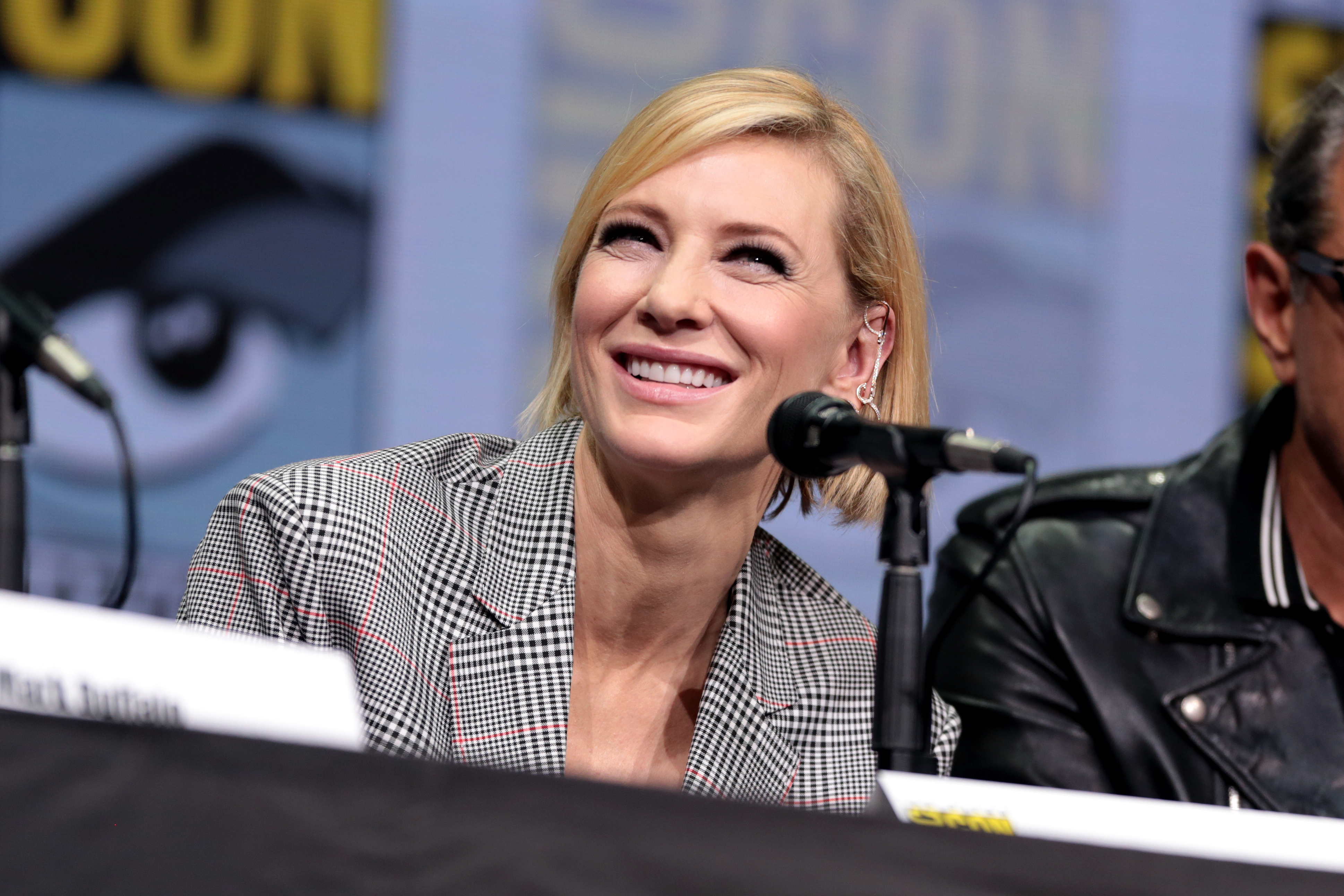
Cate Blanchettová (* 14. května)

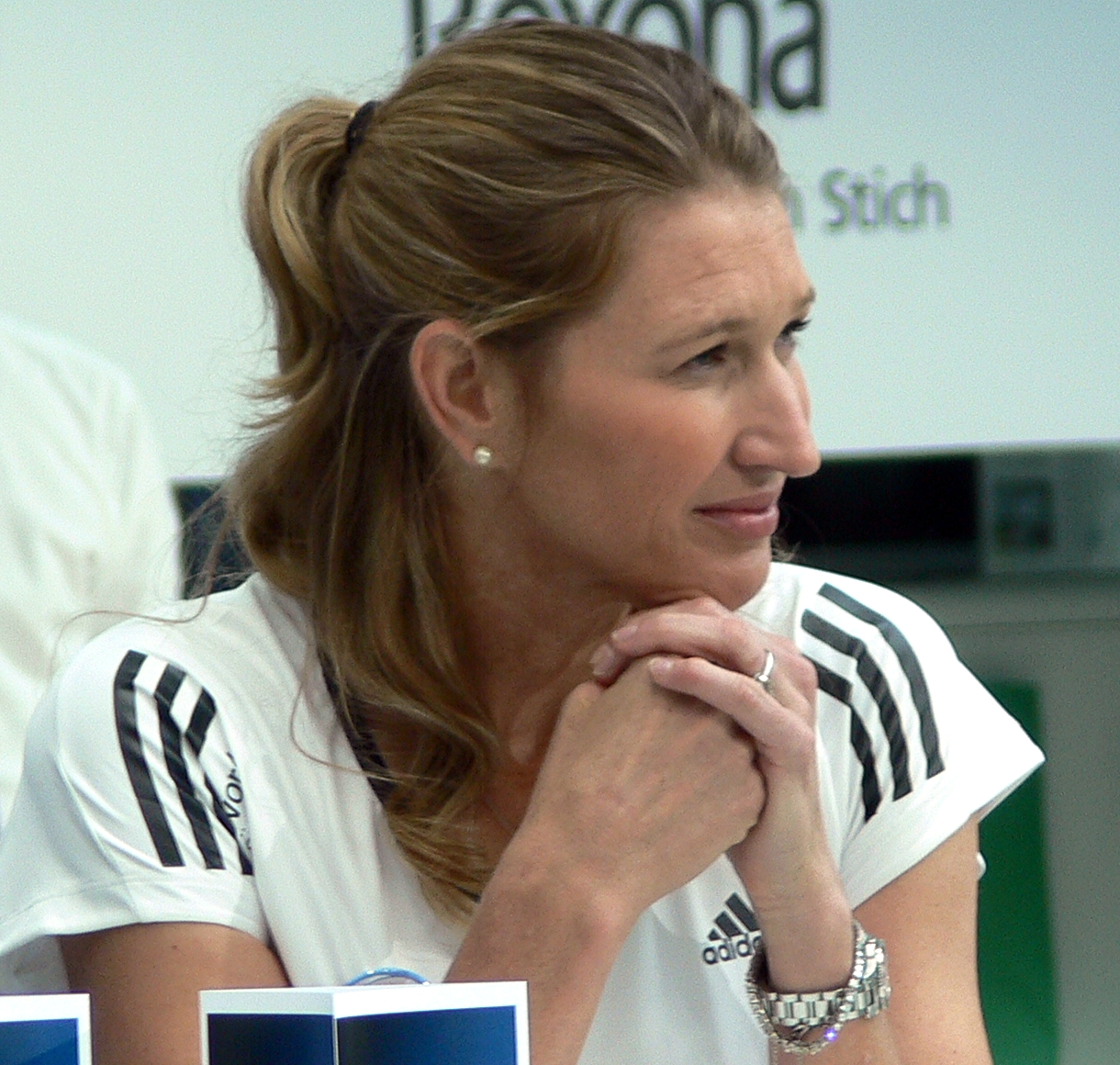
Steffi Grafová (* 14. června)

- 03. ledna – Michael Schumacher, německý automobilový závodník
- 05. ledna – Marilyn Manson, americký umělec
- 06. ledna – Norman Reedus, americký herec a model
- 12. ledna – J Allard, americký viceprezident korporace a šéf architektury XNA v Microsoftu
- 14. ledna – Jason Bateman, americký herec
- 23. ledna – Brendan Shanahan, bývalý kanadský hokejista
- 27. ledna – Éliette Abécassisová, francouzská spisovatelka
- 31. ledna – Rafael Guijosa, španělský házenkář
- 01. února – Gabriel Batistuta, argentinský fotbalista
- 11. února – Jennifer Aniston, americká herečka
- 12. února – Darren Aronofsky, americký filmový režisér, scenárista a producent
- 15. února – Anja Andersenová, dánská házenkářka
- 18. února – Alexandr Mogilnyj, ruský lední hokejista
- 21. února – James Dean Bradfield, zpěvák, skladatel a kytarista skupiny Manic Street Preachers
- 22. února – Brian Laudrup, bývalý dánský fotbalista
- 26. února – Chris Willis, americký zpěvák, textař, hudební skladatel a producent
- 01. března – Javier Bardem, španělský herec
- 09. března – Vladimír Kinder, bývalý slovenský fotbalista
- 20. března – Fabien Galthié, francouzský ragbista
- 24. března – Stephan Eberharter, bývalý rakouský lyžař
- 02. dubna – Mariella Ahrensová, německá herečka
- 18. dubna – Vladimir Cyplakov, běloruský hokejista a trenér († 14. prosince 2019)
- 20. dubna – Felix Baumgartner, rakouský parašutista a BASE jumper
- 25. dubna – Renée Zellweger, americká herečka
- 26. dubna – Roman Pomajbo, slovenský herec
- 10. května – Dennis Bergkamp, nizozemský fotbalista
- 16. května
  - David Boreanaz, americký herec
  - Yannick Bisson, kanadský herec
  - Maxmilián Lichtenštejnský, syn lichtenštejnského knížete Hanse Adama II.
- 19. května – Thomas Vinterberg, dánský filmový režisér
- 25. května – Anne Heche, americká herečka, scenáristka a producentka († 12. srpna 2022)
- 11. června – Peter Dinklage, americký herec
- 11. června – Steffi Grafová, bývalá německá tenistka
- 15. června
  - Cédric Pioline, bývalý francouzský tenista
  - Ice Cube, americký herec, zpěvák a skladatel
  - Oliver Kahn, bývalý německý fotbalový brankář
- 06. července – Christopher Scarver, americký vrah, který ve věznici zabil vraha Jeffreyho Dahmera
- 07. července – Joe Sakic, kanadský lední hokejista
- 24. července – Jennifer Lopez, americká herečka a zpěvačka
- 30. července – Simon Baker, australský herec
- 04. srpna
  - Max Cavalera, americký hudebník
  - Jojo Moyesová, britská novinářka a spisovatelka
- 6. srpna – Naomi Išida, japonská designérka († 18. července 2019)
- 11. srpna
  - Jevhen Kryvošejcev, ruský horolezec
  - Vanderlei de Lima, bývalý brazilský atlet
- 14. srpna – Tracy Caldwellová, americká chemička a astronautka
- 17. srpna – Donnie Wahlberg, americký herec
- 18. srpna – Edward Norton, americký herec
- 19. srpna
  - Nate Dogg, americký hudebník († 15. března 2011)
  - Matthew Perry, americký herec († 28. října 2023)
- 21. srpna – Nathan Jones, australský wrestler
- 28. srpna – Pierre Turgeon, bývalý kanadský hokejista
- 05. září – Dweezil Zappa, americký kytarista
- 11. září – Ismaila Lassissi, ragbista Pobřeží slonoviny
- 17. září
  - Ken Doherty, irský hráč snookeru
  - Keith Flint, britský zpěvák a tanečník, vokalista skupiny The Prodigy († 4. března 2019)
- 25. září – Catherine Zeta-Jonesová, velšská herečka
- 27. září – Sofia Milosová, švýcarská herečka
- 03. října – Gwen Stefani, americká zpěvačka, módní návrhářka a herečka
- 11. října – Constantijn Nizozemský, třetí a nejmladší syn nizozemské královny Beatrix
- 15. října
  - Dominic West, britský herec
  - Vítor Baía, portugalský fotbalový brankář
- 17. října – Keith Flint, britský zpěvák a tanečník, vokalista skupiny The Prodigy († 4. března 2019)
- 04. listopadu – Sean Combs, americký raper, hudební producent a podnikatel
- 04. listopadu – Matthew McConaughey, americký herec
- 10. listopadu
  - Jens Lehmann, německý fotbalový brankář
  - Ellen Pompeo, americká herečka
- 13. listopadu – Gerard Butler, britský herec
- 23. listopadu – Alexej Viktorovič Ivanov, ruský spisovatel
- 27. listopadu – Hernán Gaviria, kolumbijský fotbalista († 24. října 2002)
- 03. prosince – Halvard Hanevold, norský biatlonista († 3. září 2019)
- 04. prosince
  - Jay-Z, americký reper, hudební producent a podnikatel
  - Gregor Virant, slovinský politik
- 10. prosince – Rob Blake, kanadský lední hokejista
- 11. prosince – Višvanáthan Ánand, indický šachový velmistr
- 12. prosince – Madeleine Wickhamová, britská spisovatelka
- 13. prosince – Sergej Fjodorov, bývalý ruský hokejista
- 14. prosince – Natascha McElhoneová, britská herečka
- 16. prosince – Adam Riess, americký astrofyzik
- 19. prosince – Richard Hammond, britský televizní moderátor (Top Gear)
- 28. prosince – Linus Torvalds, finský programátor, tvůrce linuxového jádra
- 31. prosince – Cyril Montana, francouzský spisovatel a novinář
- ? – Alexej Terenin, ruský architekt

## Úmrtí

### Česko

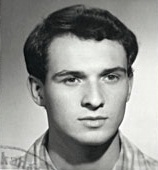
Jan Palach († 19. ledna)

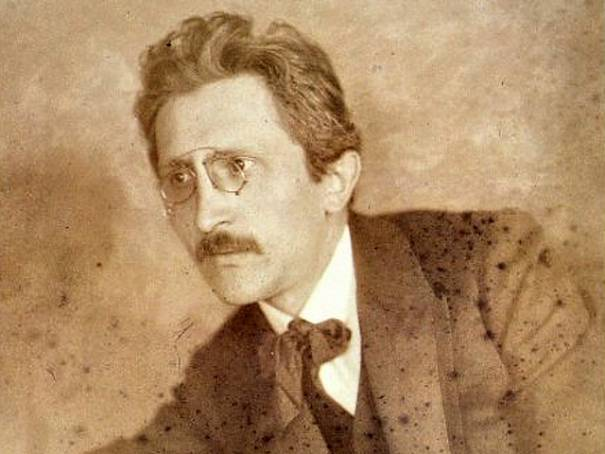
Josef Váchal († 10. května)

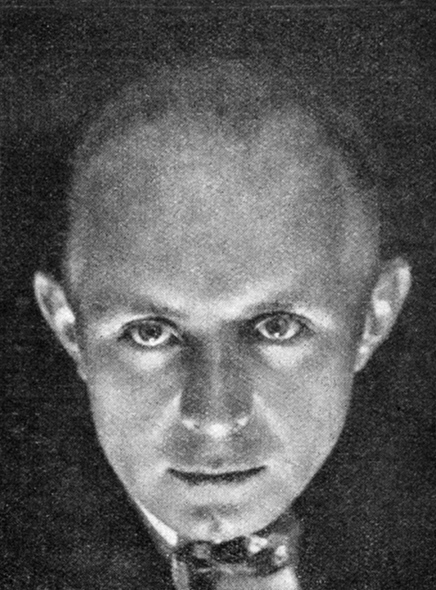
Václav Krška († 17. listopadu)

- 4. ledna – Jaroslav Bauer, jazykovědec (* 5. dubna 1924)
- 7. ledna
  - Zbyněk Havlíček, básník, literární teoretik, psychoanalytik a překladatel (* 22. května 1922)
  - František Kubka, novinář, prozaik, básník, germanista a překladatel (* 4. března 1894)
- 9. ledna – Ladislav Vycpálek, hudební skladatel (* 23. února 1882)
- 11. ledna – Václav Hlavatý, matematik (* 27. ledna 1894)
- 19. ledna – Jan Palach (na následky sebevražedného upálení na Václavském náměstí v Praze dne 16. ledna) (* 11. srpna 1948)
- 22. ledna – Ladislav Brom, herec, tanečník a filmový režisér (* 16. dubna 1908)
- 23. ledna – Jaroslav Křička, hudební skladatel a dirigent (* 27. srpna 1882)
- 24. ledna – Augustin Bartoš, druhý ředitel Jedličkova ústavu (* 29. února 1888)
- 31. ledna – Jaroslav Brůha, sochař a medailér (* 11. února 1889)
- 6. února – Wilhelm Häusler, československý politik německé národnosti (* 15. června 1881)
- 9. února – Adolf Svoboda, primátor hl. města Praha (* 16. června 1900)
- 10. února – Laura Třešňáková, divadelní herečka (* 26. října 1895)
- 11. února – Jindřich Praveček, pedagog, dirigent a skladatel (* 1. března 1885)
- 17. února – Julius Pelikán, sochař a medailér (* 23. února 1887)
- 25. února – Jan Zajíc (po protestní hladovce u sochy sv. Václava na Václavském náměstí v Praze proti pokračující normalizaci a ve snaze probudit národ z letargie) (* 3. června 1950)
- 3. března – František Hofman, malíř (* 1. září 1891)
- 12. března – Jarmila Švabíková, herečka (* 18. srpna 1906)
- 16. března – Maxmilián Hájek, hudební skladatel a dirigent (* 15. srpna 1909)
- 19. března – Theodor Schaefer, hudební skladatel a pedagog (* 23. ledna 1904)
- 27. března – Karel Josef Beneš, spisovatel (* 21. února 1896)
- 28. března – Karel Kinský, malíř, grafik a regionální pracovník (* 2. srpna 1901)
- 3. dubna – Oldřich Rulc, fotbalový reprezentant (* 28. ledna 1911)
- 9. dubna – Evžen Plocek, dělník, který se upálil na protest proti okupaci Československa (* 29. října 1929)
- 13. dubna – Miroslav Štefek, hornista (* 7. března 1916)
- 5. května – Oldřich Stefan, architekt (* 4. prosince 1900)
- 6. května – Bohumil Bydžovský, matematik (* 14. března 1880)
- 9. května – Frank Wollman, dramatik, básník, literární vědec a historik (* 5. května 1888)
- 10. května
  - Josef Váchal, výtvarný umělec, básník a spisovatel (* 23. září 1884)
  - Josef Ježek, ministr vnitra v protektorátní vládě Aloise Eliáše (* 2. srpna 1884)
- 16. května
  - Antonín Kleveta, kněz, teolog a politický vězeň (* 18. ledna 1904)
  - Pavol Teplanský, československý a slovenský politik, ministr autonomních slovenských vlád (* 22. dubna 1886)
- 17. května – Josef Beran, kardinál, arcibiskup pražský a primas český (* 29. prosince 1888)
- 20. května – Juraj Slávik, československý politik, ministr československých vlád a diplomat (* 28. ledna 1890)
- 21. května – Richard Fremund, malíř, grafik a scénický výtvarník (* 9. dubna 1928)
- 8. června – Bohuslav Stočes, báňský vědec a rektor Vysoké školy báňské (* 20. srpna 1890)
- 9. června – Marie Kyzlinková, autorka řady ženských románů (* 4. srpna 1889)
- 12. června – František Kovář, třetí biskup-patriarcha Církve československé (husitské) (* 2. září 1888)
- 13. června – Vojtěch Holeček, legionář, novinář a politik (* 8. listopadu 1891)
- 17. června – František Illek, fotograf (* 14. září 1904)
- 30. června – Jan Evangelista Zelinka, skladatel, klavírista a hudební publicista (* 13. ledna 1893)
- 7. července – Josef Šmída, herec, režisér a dramatik (* 25. května 1919)
- 18. července – Eva Vrchlická, herečka, překladatelka, dramatička a spisovatelka (* 6. března 1888)
- 20. července – Bohumír Popelář, psycholog, historik, spisovatel (* 31. října 1914)
- 29. července – Karel Karas, malíř (* 28. května 1892)
- 7. srpna – Oldřich Wenzl, básník (* 3. října 1921)
- 8. srpna – Franz Wagner, sídelní kanovník litoměřické kapituly (* 21. listopadu 1888)
- 14. srpna – Quido Maria Vyskočil, spisovatel (* 18. října 1881)
- 15. srpna – Ladislav Karel Feierabend, československý ekonom, ministr československých vlád (* 14. června 1891)
- 19. srpna – Rudolf Fischer, československý politik německé národnosti (* 29. ledna 1880)
- 21. srpna – Danuše Muzikářová, oběť komunistického režimu (* 13. července 1951)
- 24. srpna
  - Vladimír Pecháček, malíř a grafik (* 3. dubna 1909)
  - Hubert Svoboda, architekt a stavitel (* 15. října 1891)
- 31. srpna – Luisa Landová-Štychová, novinářka, popularizátorka vědy, feministka a politička (* 31. ledna 1885)
- 8. září – Naďa Hajdašová, baletní sólistka (* 26. února 1914)
- 18. září – Theodor Kössl, právník a hudební skladatel (* 1. července 1886)
- 7. října – Otakar Kubín, malíř, sochař a grafik (* 22. října 1883)
- 11. října – Josef Glogar, generální vikář arcidiecéze olomoucké (* 17. prosince 1891)
- 16. října – Florian Zapletal, historik umění, novinář a voják (* 10. června 1884)
- 22. října – Alfons von Czibulka, česko-rakouský spisovatel a malíř (* 28. června 1888)
- 24. října – Jan Plichta, violista, dirigent, hudební pedagog a trampský písničkář (* 1. prosince 1898)
- 27. října – Valentin Držkovic, malíř a grafik (* 10. února 1888)
- 11. listopadu – Jan Karel Čemus, spisovatel dobrodružných a umělecko-naučných knih pro mládež (* 28. ledna 1895)
- 17. listopadu – Václav Krška, scenárista, režisér a spisovatel (* 4. října 1900)
- 22. listopadu – Lumír Jisl, archeolog a orientalista (* 18. dubna 1921)
- 24. listopadu – Josef Černík, hudební skladatel a sběratel lidových písní (* 24. ledna 1880)
- 26. listopadu – Vilém Kvasnička, architekt (* 3. srpna 1885)
- 29. listopadu – František Ježek, ministr československých vlád a poslanec (* 6. září 1890)
- 30. listopadu – Antonín Šůra, herec (* 25. srpna 1929)
- 1. prosince
  - Albína Dratvová, filozofka (* 2. ledna 1892)
  - František Ventura, olympijský vítěz v parkůru 1928 (* 13. srpna 1894)
- 6. prosince – Stanislav Zela, pomocný biskup olomoucký (* 12. července 1893)
- 7. prosince – Ladislav Šimůnek, fotbalový reprezentant (* 4. října 1916)
- 10. prosince – Rudolf Malík, československý politik (* 17. února 1875)
- 18. prosince – Jaroslava Vobrubová-Koutecká, překladatelka (* 12. února 1891)
- 23. prosince – Bohumil Jahoda, sochař a designér (* 11. června 1910)
- 26. prosince
  - Josef Lukl Hromádka, teolog (* 8. června 1889)
  - Jiří Šlitr, hudební skladatel, instrumentalista (virtuózní klavírista), zpěvák, herec a výtvarník (* 15. února 1924)
- 28. prosince – Miroslav Schäferling, první československý radioamatér (* 17. listopadu 1905)
- 30. prosince – Jiří Trnka, výtvarník a režisér animovaných filmů (* 24. února 1912)
- 10. května – Josef Ježek, ministr vnitra v protektorátní vládě Aloise Eliáše (* 2. srpna 1884)
- 13. června – Vojtěch Holeček, legionář, novinář a politik (* 8. listopadu 1891)

### Svět

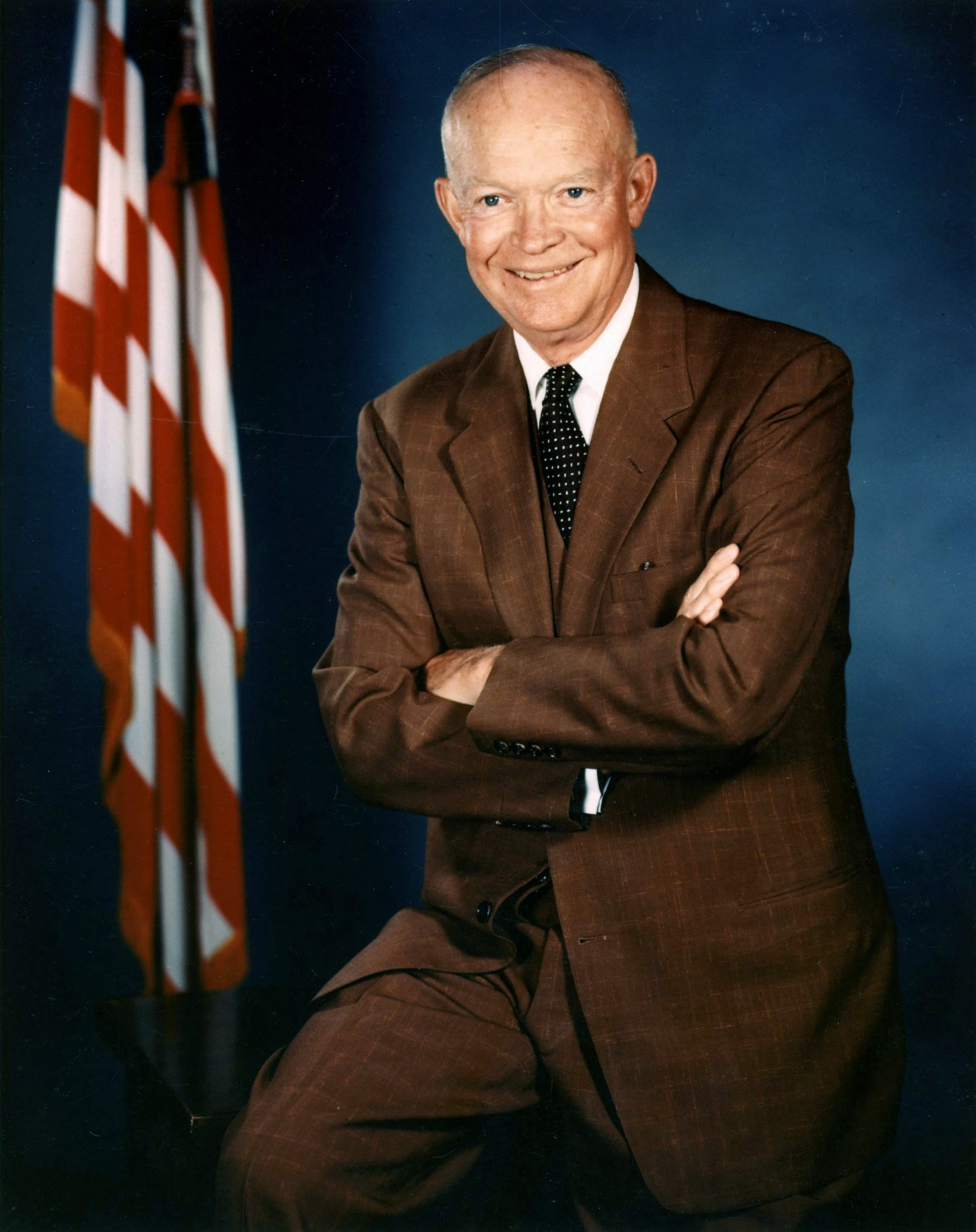
Dwight D. Eisenhower († 28. března)

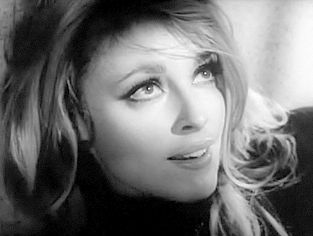
Sharon Tate († 9. srpna)

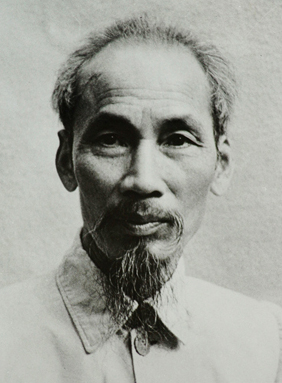
Ho Či Min († 2. září)

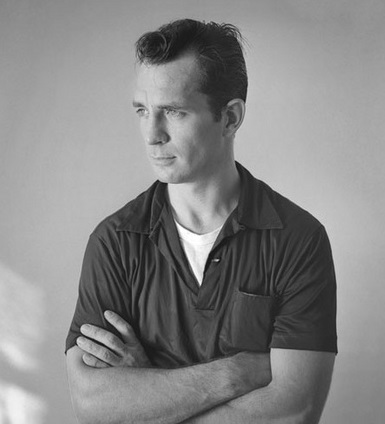
Jack Kerouac († 21. října)

- 4. ledna – Paul Chambers, americký kontrabasista a hudební skladatel (* 22. dubna 1935)
- 8. ledna
  - Titus Zeman, slovenský kněz, oběť komunismu (* 4. ledna 1915)
  - Albert Hill, britský běžec na střední tratě, dvojnásobný olympijský vítěz (* 24. března 1889)
- 11. ledna – Richmal Cromptonová, anglická spisovatelka (* 15. listopadu 1890)
- 17. ledna – Gražyna Bacewiczová, polská hudební skladatelka a houslistka (* 5. února 1909)
- 23. ledna – Sándor Bauer, maďarský učeň, který se upálil na protest proti sovětské okupaci (* 28. února 1952)
- 24. ledna – Saúd bin Abd al-Azíz, král Saúdské Arábie (* 15. ledna 1902)
- 29. ledna – Allen Dulles, ředitel americké CIA (* 7. dubna 1893)
- 30. ledna – Dominique Pire, belgický dominikán, Nobelova cena za mír 1958 (* 10. února 1910)
- 2. února – Boris Karloff, anglický herec (* 23. listopadu 1887)
- 5. února – Juozas Balčikonis, litevský lexikograf (* 24. března 1885)
- 11. února – Dario Beni, italský cyklista (* 1. ledna 1898)
- 14. února – Vito Genovese, italsko-americký mafiánský boss (* 27. listopadu 1897)
- 15. února – Hans Vollmer, německý encyklopedista (* 16. listopadu 1878)
- 18. února – Dragiša Cvetković, jugoslávský premiér (* 15. ledna 1893)
- 26. února
  - Levi Eškol, izraelský premiér (* 25. října 1895)
  - Karl Jaspers, německý psychiatr a filosof (* 23. února 1883)
- 2. března – Walter Müller, rakouský filmový herec a zpěvák (* 6. května 1911)
- 10. března – Pavel Blaschke, německý hudební skladatel (* 24. května 1885)
- 11. března – John Wyndham, britský spisovatel sci-fi (* 10. července 1903)
- 14. března – Ben Shahn, americký novinářský fotograf (* 12. září 1898)
- 24. března – Joseph Kasavubu, první prezident Demokratické republiky Kongo (* 1910)
- 26. března
  - B. Traven, německý spisovatel (* 1882)
  - John Kennedy Toole, americký spisovatel (* 17. prosince 1937)
  - Günther Weisenborn, německý prozaik a dramatik (* 10. července 1902)
- 28. března
  - Dwight D. Eisenhower, prezident USA (* 14. října 1890)
  - Şehzade Ömer Faruk, osmanský princ a syn sultána Abdulmecida II. (* 27. února 1898)
- 30. března – Lucien Bianchi, belgický automobilový závodník (* 10. listopadu 1934)
- 4. dubna – Friedrich von Huene, německý paleontolog (* 22. března 1875)
- 6. dubna – Jurij Wjela, lužickosrbský učitel a spisovatel (* 4. března 1892)
- 7. dubna – Rómulo Gallegos, venezuelský spisovatel a politik (* 2. srpna 1884)
- 11. dubna – Michal Lefčík, slovenský voják, který se upálil na protest proti okupaci Československa (* 11. května 1950)
- 15. dubna – Viktorie z Battenbergu, španělská královna (* 24. října 1887)
- 20. dubna – Ambróz Lazík, slovenský biskup (* 7. prosince 1897)
- 23. dubna – Čeng Ťün-li, čínský filmový herec a režisér (* 6. prosince 1911)
- 26. dubna – Morihei Uešiba, učitel bojových umění a zakladatel aikida (* 14. prosince 1883)
- 2. května – Franz von Papen, německý říšský kancléř (* 29. října 1879)
- 17. května – Fritz Burger-Mühlfeld, německý malíř (* 3. března 1882)
- 19. května
  - Coleman Hawkins, jazzový tenorsaxofonista (* 21. listopadu 1904)
  - Eberhard von Mackensen, generálplukovník německého Wehrmachtu (* 24. září 1889)
- 21. května – Jindřich Ferdinand Toskánský, rakouský arcivévoda a toskánský princ (* 13. února 1878)
- 27. května – Jeffrey Hunter, americký herec (* 25. listopadu 1926)
- 1. června – Ivar Ballangrud, norský rychlobruslař, olympijský vítěz (* 7. března 1904)
- 15. června – Emilio Grazioli, italský fašistický politik (* 26. října 1899)
- 16. června – Harold Alexander, britský maršál (* 10. prosince 1891)
- 20. června – Siegfried Günter, německý letecký konstruktér (* 8. prosince 1899)
- 21. června – Maureen Connollyová, americká tenistka (* 17. září 1934)
- 22. června – Judy Garlandová, americká herečka (* 10. června 1922)
- 23. června – Volmari Iso-Hollo, finský olympijský vítěz na 3000 metrů překážek (* 1. května 1907)
- 29. června – Lawrence Lumley, 11. hrabě ze Scarborough, britský generál a politik (* 27. července 1896)
- 3. července – Brian Jones, britský hudebník, zakládající člen skupiny The Rolling Stones (* 28. února 1942)
- 4. července – Henri Decoin, francouzský spisovatel, scenárista a režisér (* 18. března 1890)
- 5. července – Walter Gropius, německý architekt (* 18. května 1883)
- 8. července
  - Filipp Sergejevič Okťabrskij, sovětský admirál, Hrdina Sovětského svazu (* 23. října 1899)
  - Maurice G. Hindus, rusko-americký spisovatel (* 27. února 1891)
- 19. července – Carl Jörns, německý cyklista a automobilový závodník (* 11. prosince 1875)
- 14. července – Ernie Farrow, americký jazzový kontrabasista (* 13. listopadu 1928)
- 19. července – Carl Jörns, německý cyklista a automobilový závodník (* (11. prosince 1875)
- 24. července (v noci na 25.) – Witold Gombrowicz, polský spisovatel (* 4. srpna 1904)
- 25. července – Otto Dix, německý malíř (* 2. prosince 1891)
- 1. srpna – Boris Gmirja, ukrajinský operní pěvec (* 5. srpna 1903)
- 4. srpna – T. R. Field, český satirický básník (* 23. dubna 1891)
- 6. srpna – Theodor W. Adorno, německý filosof (* 11. září 1903)
- 9. srpna
  - Alexander Húščava, slovenský historik (* 4. ledna 1906)
  - Cecil Powell, britský fyzik, nositel Nobelovy ceny za fyziku 1950 (* 5. prosince 1903)
  - Constantin Ion Parhon, rumunský politik, vědec a lékař (* 15. října 1874)
  - Sharon Tate, americká herečka a modelka. (* 24. ledna 1943)
- 14. srpna – Leonard Woolf, anglický politický teoretik, spisovatel a nakladatel (* 25. listopadu 1880)
- 15. srpna – Stijn Streuvels, vlámský spisovatel (* 3. října 1871)
- 17. srpna
  - Otto Stern, německý fyzik, Nobelova cena za fyziku (* 17. února 1888)
  - Ludwig Mies van der Rohe, německý architekt (* 27. března 1886)
- 26. srpna – Ismail al-Azhari, súdánský premiér (* 20. října 1900)
- 31. srpna – Rocky Marciano, americký boxer (* 1. září 1923)
- 1. září – Michael Lippert, nacistický důstojník Waffen-SS (* 24. dubna 1897)
- 2. září – Ho Či Min, vietnamský politik (* 19. května 1890)
- 6. září
  - Arthur Friedenreich, brazilský fotbalista zvaný El Tigre (* 18. července 1892)
  - Nemika Sultan, osmanská princezna (* 9. března 1888)
- 7. září – Arthur Benda, německý fotograf (* 23. března 1885)
- 8. září
  - Emil Leeb, generál dělostřelectva nacistického Německa (* 17. června 1881)
  - Alexandra David-Néelová, francouzská cestovatelka, buddhistka a spisovatelka. (* 24. října 1868)
- 14. září – Mauno Manninen, finský ředitel divadla, malíř a básník (* 26. června 1915)
- 27. září – Nicolas Grunitzky, druhý prezident státu Togo (* 5. dubna 1913)
- 28. září – Kimon Georgiev, bulharský předseda vlády (* 11. srpna 1882)
- 4. října
  - Léon Brillouin, francouzský fyzik (* 7. srpna 1889)
  - Arnold Winkler, rakouský historik (* 3. května 1882)
- 6. října – Ján Rak, slovenský básník a překladatel (* 28. srpna 1915)
- 11. října
  - Enrique Ballestrero, uruguayský fotbalista (* 18. ledna 1905)
  - Kazimierz Sosnkowski, polský generál, ministr obrany (* 19. listopadu 1885)
- 12. října
  - Julius Saaristo, finský dvojnásobný olympijský medailista v hodu oštěpem (* 21. července 1891)
  - Sonja Henie, norská krasobruslařka a herečka (* 8. dubna 1912)
- 20. října – Werner Janensch, německý paleontolog a geolog (* 11. listopadu 1878)
- 21. října
  - Wacław Sierpiński, polský matematik (* 14. března 1882)
  - Jack Kerouac, americký spisovatel (* 12. března 1922)
- 22. října – Behice Hanımefendi, dvanáctá manželka osmanského sultána Abulhamida II. (* 10. října 1882)
- 26. října – Cyril Slater, kanadský hokejový útočník, zlato na OH 1924 (* 27. března 1897)
- 4. listopadu – Ferenc Szabó, maďarský skladatel (* 27. prosince 1902)
- 6. listopadu – Gabriel Chevallier, francouzský spisovatel (* 3. května 1895)
- 7. listopadu – Jehuda Burla, izraelský spisovatel (* 1886)
- 8. listopadu – Arthur Hedley, anglický muzikolog (* 12. listopadu 1905)
- 11. listopadu – Armin Joseph Deutsch, americký astronom a spisovatel (* 25. ledna 1918)
- 12. listopadu
  - Iskandar Mírza, první pákistánský prezident (* 13. listopadu 1899)
  - Liou Šao-čchi, čínský komunistický politik (* 24. listopadu 1898)
  - William Friedman, americký kryptolog (* 24. září 1891)
  - Serge Poliakoff, ruský malíř (* 8. ledna 1900)
- 18. listopadu – Joseph Kennedy, americký podnikatel, politik a diplomat (* 6. září 1888)
- 19. listopadu – Camille Arambourg, francouzský vertebrátní paleontolog (* 3. února 1885)
- 24. listopadu – Nils Ambolt, švédský geodet, astronom a spisovatel (* 2. dubna 1900)
- 29. listopadu – Jozef Lettrich, slovenský politik (* 17. června 1905)
- 2. prosince – Kliment Jefremovič Vorošilov, sovětský státník, politik a maršál SSSR (* 4. února 1881)
- 4. prosince – Carlos Marighella, brazilský spisovatel a marxistický revolucionář (* 5. prosince 1911)
- 5. prosince
  - Alice z Battenbergu, matka Filipa Mountbattena, manžela britské královny Alžběty II. (* 25. února 1885)
  - Claude Dornier, německý letecký konstruktér (* 14. května 1884)
- 9. prosince – Leonardo Cilaurren, španělský fotbalista (* 5. listopadu 1912)
- 13. prosince – Raymond A. Spruance, admirál loďstva Spojených států amerických (* 3. července 1886)
- 20. prosince – Adolfo Consolini, italský olympijský vítěz a hodu diskem (* 5. ledna 1917)
- 22. prosince – Josef von Sternberg, rakouský režisér (* 29. května 1894)
- 23. prosince – Tiburcio Carías Andino, prezident Hondurasu (* 15. března 1876)
- 31. prosince – Theodor Reik, rakouský psychoanalytik (* 12. května 1888)
- ? – Richard Allen, indický pozemní hokejista, zlato na OH (* 4. června 1902)

## Hlavy států
Evropa:

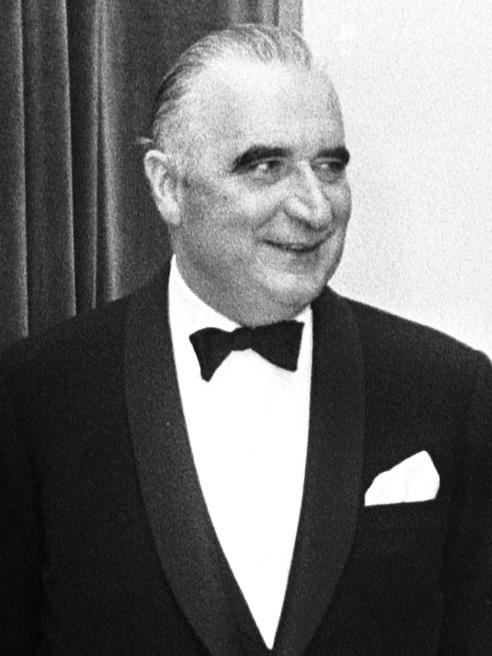
Georges Pompidou se stal 19. francouzským prezidentem

- Československo – prezident Ludvík Svoboda
- SFR Jugoslávie – Josip Broz Tito
- Bulharská LR – Todor Živkov
- Maďarská lidová republika – János Kádár (generální tajemník MSDS)
- Rumunsko – Nicolae Ceaușescu
- Rakousko – Franz Jonas
- NDR
  - Walter Ulbricht (Generální tajemník SED)
  - Willi Stoph (předseda státní rady)
- NSR
  - Kurt Georg Kiesinger (kancléř)
  - Heinrich Lübke (prezident)
- Polská lidová republika – Władysław Gomułka
- Litevská SSR – Antanas Sniečkus
- Sovětský svaz
  - předseda prezidia Nejvyššího sovětu Nikolaj Viktorovič Podgornyj
  - (de facto) první tajemník KSSS Leonid Iljič Brežněv
- Francie
  - prezident Charles de Gaulle
  - prezident Georges Pompidou
- Španělsko – Francisco Franco
- Vatikán – papež Pavel VI.

Ostatní:
- Japonsko – Císař Šówa
- Čína – (úřadující) předseda ČLR Tung Pi-wu
- Vietnamská demokratická republika
  - Hồ Chí Minh (do smrti 2. 9.)
  - Tôn Đức Thắng (od 2. 9.)
- USA
  - prezident Lyndon B. Johnson
  - prezident Richard Nixon

### Digitální archivy k roku 1969
- Československý filmový týdeník v archivu České televize – rok 1969
- Dokumentární cyklus České televize Retro – rok 1969
- Pořad stanice Český rozhlas 6 Rok po roce – rok 1969
- Rudé právo v archivu Ústavu pro českou literaturu – ročník 49 rok 1969